# Antonina Kłoskowska
Antonina Kłoskowska AFI /kwoskov'ska/ (7 de novembre de 1919, Piotrków Trybunalski – 12 de juliol del 2001, Varsòvia), - fou una sociòloga polonesa, professora de la Universitat de Łódź i de la Universitat de Varsòvia, membre de l'Acadèmia Polonesa de les Ciències. És considerada una de les figures més importants de la sociologia polonesa de la segona meitat del segle xx.
El 1948 es va graduar en sociologia a la Universitat de Łódź, el 1966, se li va concedir el títol de professora. Va liderar la Societat Polonesa de Sociologia. Des de 1973 va ser membre corresponent, i des de 1983 membre de l'Acadèmia Polonesa de les Ciències, i entre 1990-1995 membre del Presídium. Entre 1981 i 1983 fou membre del Presidium del Comitè Nacional del Front de la Unitat Nacional Des de 1983 va ser editora en cap de la revista trimestral "Kultura i Społeczeństwo". El 1992 es va convertir en membre del Consell de Cultura de la presidència polonesa.
La seva obra tracta principalment de qüestions culturals i grups socials - en particular de les famílies.
Amb Władysław Markiewicz i altres, Kłoskowska va coeditar una edició polonesa completa en diversos volums de les obres de Bronisław Malinowski, que va aparèixer entre 1984 i 1990.

## Selecció de publicacions
- Kultura masowa. Krytyka i obrona ("La cultura de masses. Crítica i defensa")
- Socjologia kultury ("Sociologia de la cultura")
- Z historii socjologii kultury ("Sobre la història i la sociologia de la cultura")
- Edukacja kulturalna a egzystencja człowieka ("L'educació cultural i l'existència de l'home")
- Społeczne ramy kultury ("El marc social de la cultura")
- Machiavelli jako humanista na tle włoskiego Odrodzenia (1954) ("Maquiavel com a humanista en el context del renaixement italià").
- Kultury narodowe u korzeni ("Les arrels de les cultures nacionals")